# 摩力克
（1953年1月3日—），足球教練，前蘇格蘭足球運動員，於球員時代司職後衛，退役後成為足球教練，先後執教過澳洲職業足球聯賽足球會墨爾本勝利及香港足球代表隊。

## 教練生涯

### 墨爾本勝利
2005年-2006年球季的澳洲職業足球聯賽，摩力克開始執教墨爾本勝利。墨爾本勝利全季排名倒數第二。不過到了2006年-2007年球季，墨爾本勝利表現大有改善，成功奪得第一個常規賽及季後賽「雙料冠軍」。2011年的亞冠盃分組賽，作客大敗給大阪飛腳後，墨爾本勝利辭退摩力克。

### 香港足球代表隊
2011年12月16日，香港足球總會宣佈委任其為香港足球代表隊主教練，於2012年1月8日抵達香港上任。2012年2月29日，首次領軍以5-1輕取中華台北。
香港足球代表隊2012年10月16日於旺角大球場舉行的友誼賽以0-3大敗於馬來西亞後，伍健在Facebook撰文談及教練戰術問題，摩力克並即在南華早報發炮還擊，這成為他本人去留問題的導火線。10月26日，摩力克宣布辭職，他在任期間10個月，錄得2勝3負成績。

## 榮譽
- 澳洲甲組足球聯賽常規賽冠軍：2006/07年球季、2008/09年球季
- 澳洲甲組足球聯賽季後賽冠軍：2006/07年球季、2008/09年球季
- 澳洲甲組足球聯賽最佳教練（Coach of the Year）：2006/2007年球季、2009/10年球季

## 外部連結
- Melbourne Victory profile
- Oz Football profile （页面存档备份，存于）